# Спивак, Николай Яковлевич
Николай Яковлевич Спивак (род. 24 декабря 1943 года) — советский и украинский микробиолог, академик НАН Украины (2021).

## Биография
Родился в Киеве в 1943 году. В 1973 году защитил диссертацию на звание кандидата биологических наук: «Морфолого-структурные и некоторые биологические особенности фагов фитопатогенных бактерий рода Pseudomonas». С 1982 после окончания Киевского государственного университета работает в Институте микробиологии и вирусологии имени Заболотного. С 2000 года заведующий отделом проблем интерферона и иммуномодуляторов.
Изучает интерфероны, цитокины, оптимизация получения новых лекарств, тест-системы.
В июне 2020 года вошёл в состав научного совета по вирусологии МААН.